# Hubert de Givenchy

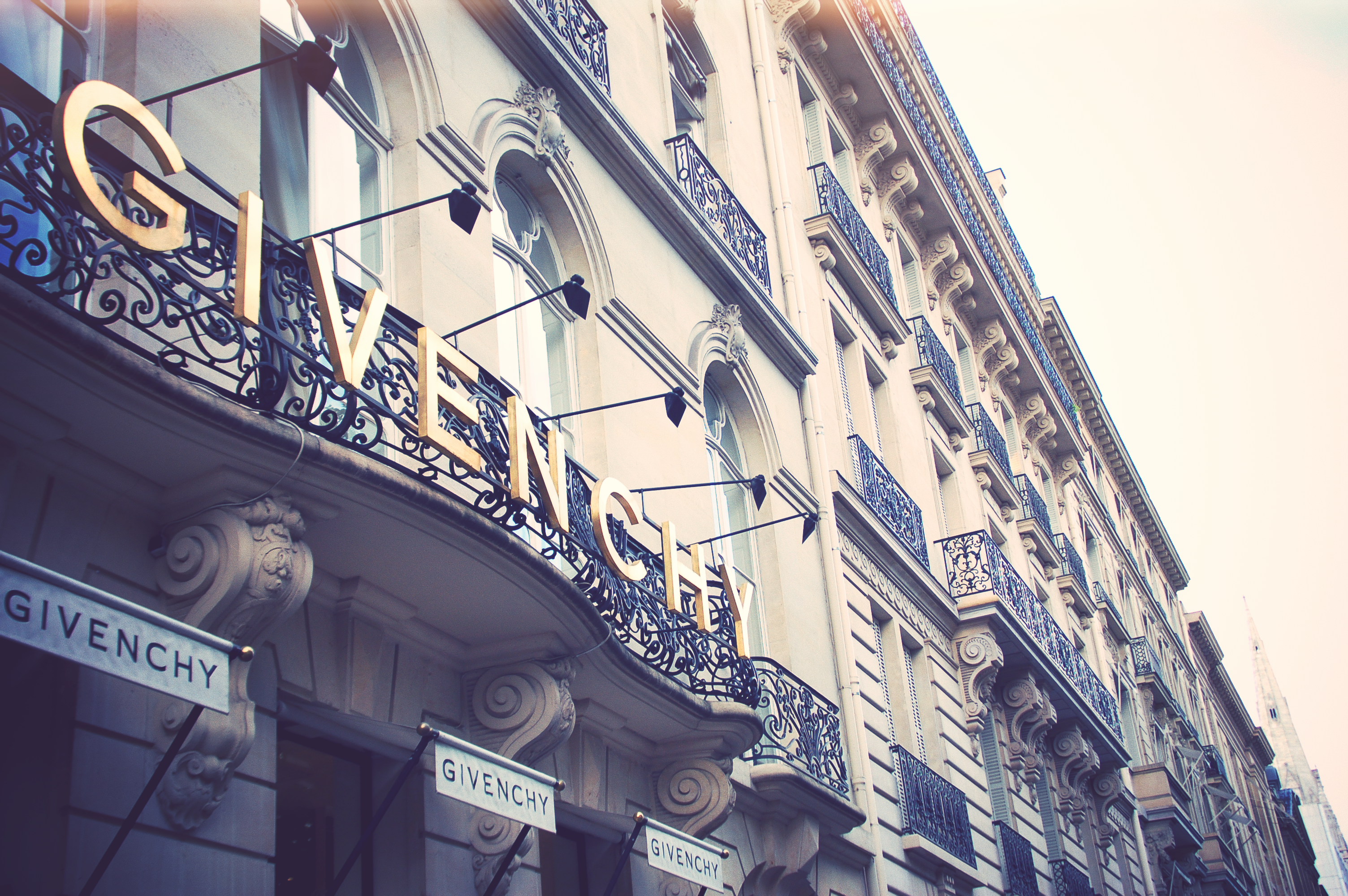
La sede principal de su casa de modas, de la avenida George-V, en París.

Hubert James Marcel Taffin de Givenchy (Beauvais, 21 de febrero de 1927- Neuilly-sur-Seine, 10 de marzo de 2018), más conocido por Hubert Taffin de Givenchy o Hubert de Givenchy (AFI: [ybɛʁ də ʒivɑ̃ʃi]), fue uno de los más destacados diseñadores de moda Franceses.

## Primeros años de vida
Fue el hijo menor de Lucien Taffin de Givenchy (1888-1930), marqués de Givenchy, y su esposa Béatrice («Sissi») Badin (1888-1976).
La familia Taffin de Givenchy, que tiene sus raíces en Venecia (Italia), el apellido original era Taffini, fue ennoblecida en 1713, con lo que el jefe de la familia se convirtió en marqués de Givenchy.
Después de la temprana muerte de su padre, de gripe en 1930, con solo 42 años, el futuro diseñador de moda y su hermano mayor, Jean-Claude de Givenchy (1925-2009), que heredó el marquesado familiar y, finalmente, se convertiría en el presidente de Parfums Givenchy, fueron criados por su madre y su abuela materna, Marguerite Dieterle Badin (1853-1940), viuda de Julio Badin (1843-1919), un artista dueño y director de la histórica Fábrica de Gobelinos y la fábrica de tapices de Beauvais. Las profesiones artísticas eran comunes en la familia Badin. El bisabuelo materno de Givenchy, Jules Dieterle, fue un escenógrafo que también creó diseños para la fábrica de Beauvais, incluyendo un conjunto de 13 diseños para el Palacio del Elíseo. Uno de sus tatarabuelos, también creó unos conjuntos, diseñados para la Ópera de París.

## Vida artística y laboral
Contrariamente a lo que su familia quería, Givenchy no se convirtió en abogado, sino que asistió a la Escuela de Bellas Artes de París y empezó en el mundo de la moda en las casas de Lucien Lelong, Piguet, Jacques Fath y Elsa Schiaparelli hasta que abrió su propia firma, la "Casa de Modas Givenchy», desde ahí fue conocido públicamente solo como «Hubert de Givenchy», con el apoyo del modisto español Cristóbal Balenciaga.
En la década de 1950 realizó trajes para la actriz y amiga Audrey Hepburn que ejercieron una gran influencia y en los que todavía se inspiran muchos diseñadores. Otras clientas destacadas fueron las actrices Elizabeth Taylor, Marlene Dietrich, Lauren Bacall, Ingrid Bergman, Sophia Loren y Jean Seberg, así como Jacqueline Kennedy, Farah Pahlavi, Grace Kelly, Michèle Bennett, Maria Callas, Renata Tebaldi y la duquesa de Windsor. En 1988 vendió la firma, pero siguió dirigiéndola hasta 1996, año en que se retiró.
La admiración de Givenchy por la figura de Cristóbal Balenciaga impulsó el proyecto de construcción de un museo dedicado a la obra del modisto vasco (Museo Balenciaga, en Guetaria) y la constitución de la fundación correspondiente, de la que fue presidente fundador. Su compromiso con el museo le llevó a donar su colección particular de "balenciagas» a la entidad. El 31 de octubre de 2011 fue galardonado por el gobierno español con la Orden de las Artes y las Letras, y anteriormente el 1 de julio de 2002 fue distinguido con la Gran Cruz de la Orden de Isabel la Católica.

## Vida personal
Philippe Venet fue su pareja durante 60 años.

## Fallecimiento
El diseñador francés falleció el sábado 10 de marzo de 2018, a los 91 años. "En lugar de flores y coronas» el difunto «habría preferido una donación a Unicef en su memoria», afirmó el comunicado publicado por la familia.

## Premios y distinciones
Premios Óscar
| Año  | Categoría       | Película           | Resultado |
| ---- | --------------- | ------------------ | --------- |
| 1958 | Mejor vestuario | Una cara con ángel | Nominado  |